# 籀文
籀文，又稱籒書，廣義大篆的一種。傳說是周宣王時太史籀所造，春秋時期已在秦國流行。小學類序云：「史籀篇者，周時史官教學童書也。與孔氏壁中古文異體。」許慎《說文解字》收籀文大约二百八十字。近人王國維認為這些文字“左右均一，稍涉繁複，象形象事之意少，規旋矩折之意多”。
周宣王的石鼓文也常被指為籀文，秦始皇時曾撰有六塊記功刻石：秦山刻石、瑯琊刻石、繹山刻石、碣石刻石、會稽刻石、之罘刻石等。其中又以瑯琊刻石最著名，即山東諸城瑯琊台，由李斯撰寫，載秦初開國功臣列侯武城侯王离（應是王翦之誤植）、列侯通武侯王賁等人之事績。北宋時又發現三塊刻字石頭，內容是秦王詛咒楚王的文字，後人稱為“詛楚文”。籀文、石鼓文、詛楚文和部分秦國金文，皆屬同一字體，稱籀文或者大篆。